# Vacas (pel·lícula)
Vacas és una pel·lícula espanyola dirigida per Julio Medem en 1992. Protagonitzada per Carmelo Gómez, Emma Suárez, Ana Torrent i Karra Elejalde. Una inquietant saga familiar basada al País Basc rural, la pel·lícula recorre la història entrellaçada de tres generacions de dues famílies veïnes entre 1875 i 1936. Primer llargmetratge de Julio Medem, va guanyar el Premi Goya al Millor director novell en 1992. Va comptar en la direcció artística amb la col·laboració del prestigiós pintor Vicente Ameztoy.

## Argument
Al llarg de tres generacions, dues famílies d'una petita vall guipuscoà (els Irigibel i els Mendiluce) mantenen relacions tortuoses, marcades per la violència, una odiosa rivalitat i les passions més viscerals.
La història comença en 1875, en les trinxeres de la tercera guerra carlina, on un aizkolari covard troba al seu veí Carmelo.

## Repartiment
El director il·lustra la naturalesa cíclica de les conflictives relacions entre les famílies rivals utilitzant als mateixos actors per a representar les diferents generacions de personatges. L'actor Carmelo Gómez actua com Manuel Irigibel en 1875, el seu fill Ignacio en 1905 i el seu net Peru Mendiluze en 1936. Kandido Uranga representa a Carmelo Mendiluze en 1875 i al seu fill Juan en la resta de la pel·lícula. Tant Karra Elejalde com Ortzi Balda representen a Ilegorri i el seu fill Lucas, en diferents èpoques, fins i tot a tots dos alhora en 1936.
- Carmelo Gómez - Manuel/ Ignacio / Peru
- Emma Suárez - Cristina
- Ana Torrent - Catalina
- Karra Elejalde - Ilegorri / Lucas
- Txema Blasco - Manuel
- Kandido Uranga - Carmelo / Juan
- Klara Badiola - Madalen
- Pilar Bardem - Paulina

## Recepció
Vacas va ser ben rebuda i va suposar un prometedor debut per a Julio Medem, el seu director. La crítica va lloar l'elecció d'imatges. Va ser reeixida i va guanyar a part del Premi Goya al millor director debut, premis als festivals de Tòquio, Torí i Alexandria.
Medem inicia la pel·lícula amb dues escenes visualment espectaculars, una de títols de crèdit filmada de forma senzilla però molt efectiva, i una de guerra que en pocs minuts atrapa a l'espectador.

## Palmarès cinematogràfic
Medalles del Cercle d'Escriptors Cinematogràfics de 1992
| Categoria            | Persona     | Resultat  |
| -------------------- | ----------- | --------- |
| Millor guió original | Julio Medem | Guanyador |

- Premio Goya: Millor director novell (1993). També era nominada al millor guió original, la millor música i els millors efectes especials.[5]